# Tadeusz Myślik
Tadeusz Michał Myślik (ur. 14 września 1928 w Śniatynie, zm. 11 stycznia 2011 w Warszawie) – polski dziennikarz i polityk, poseł na Sejm PRL V, VI i IX kadencji.

## Życiorys
Syn Adolfa. W latach 1944–1945 służył w Ludowym Wojsku Polskim. W latach 1952–1956 pracował w „Słowie Powszechnym”. Od 1957 do 1975 zatrudniony jako redaktor w „Tygodniku Powszechnym”. W tymże okresie był działaczem Klubu Inteligencji Katolickiej w Warszawie i Krakowie. W 1956 ukończył zaocznie studia z dziedziny ekonomii w Krakowie.
W 1969 uzyskał mandat posła na Sejm PRL V kadencji w okręgu Kraków z ramienia stowarzyszenia Znak. Zasiadał w Komisji Handlu Zagranicznego oraz w Komisji Rolnictwa i Przemysłu Spożywczego. W 1972 uzyskał reelekcję z tego samego okręgu i z poparciem tej samej organizacji. Zasiadał w Komisji Kultury i Sztuki oraz w Komisji Rolnictwa i Przemysłu Spożywczego. Od 1975 do 1983 pracował jako komentator Polskiego Radia. W 1983 został zastępcą redaktora naczelnego tygodnika „Odrodzenie”. Był jednocześnie członkiem i rzecznikiem prasowym Rady Krajowej Patriotycznego Ruchu Odrodzenia Narodowego. Od 1981 należał do Polskiego Związku Katolicko-Społecznego. Pełnił funkcję wiceprzewodniczącego Towarzystwa „Polska-Turcja”.
W latach 1978–1984 zasiadał w Radzie Narodowej miasta stołecznego Warszawy, będąc zarazem wiceprzewodniczącym Dzielnicowej Rady Narodowej na Woli. W 1985 uzyskał mandat posła do Sejmu IX kadencji z okręgu Warszawa Wola z ramienia PZKS. Zasiadał w Komisji Kultury, Komisji Spraw Zagranicznych, Komisji Nadzwyczajnej do rozpatrzenia projektu ustawy o zmianach w organizacji naczelnych i centralnych organów administracji państwowej, Komisji Nadzwyczajnej do rozpatrzenia projektu ustawy o zasadach udziału młodzieży w życiu państwowym, społecznym, gospodarczym i kulturalnym, Komisji Nadzwyczajnej do rozpatrzenia projektu ustawy o zmianie ustawy Ordynacja wyborcza do rad narodowych oraz w Komisji Nadzwyczajnej do rozpatrzenia projektu ustawy Prawo o stowarzyszeniach oraz projektów ustaw dotyczących związków zawodowych.
W III RP związany z dyplomacją – w latach 1990–1991 był konsulem generalnym w Mińsku, następnie zaś radcą ambasady w Bukareszcie. Od 27 kwietnia 2007 był sekretarzem generalnym Stowarzyszenia Dziennikarzy Rzeczypospolitej Polskiej. 2 lipca 2009 został powołany przez ministra skarbu na członka rady programowej Polskiej Agencji Prasowej.

## Nagrody i odznaczenia
Odznaczony Krzyżem Oficerskim i Komandorskim (2005) Orderu Odrodzenia Polski, Srebrnym (1955) i dwukrotnie Złotym (w tym 1955) Krzyżem Zasługi, Medalem 30-lecia i 40-lecia Polski Ludowej, Medalem Zwycięstwa i Wolności 1945, Medalem za zwycięstwo nad Niemcami, Odznaką Grunwaldzką i innymi odznakami.

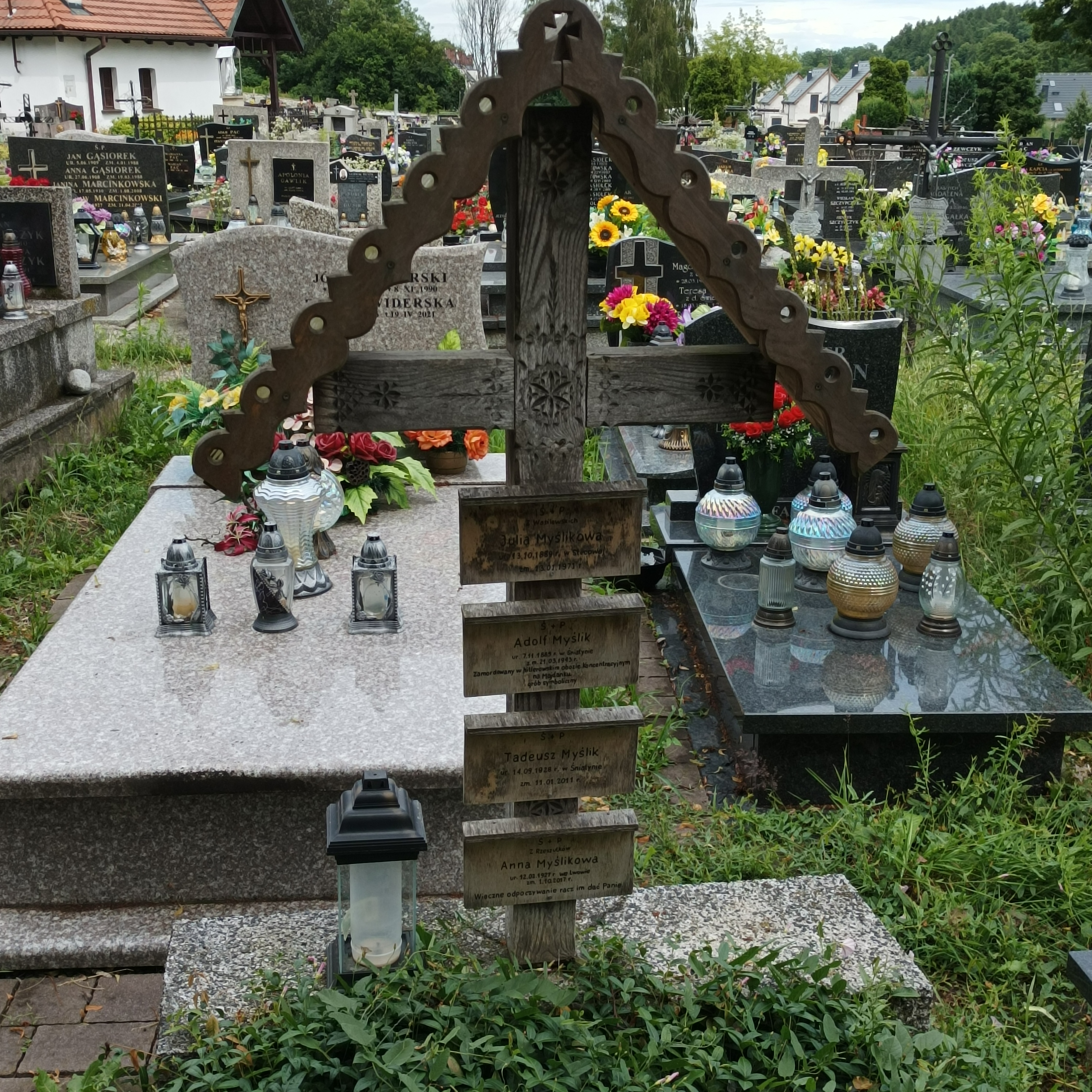
Grób Tadeusza Myślika na cmentarzu w Tyńcu